# Dustin Rhodes
Dustin Patrick Runnels (Austin, 11 de abril de 1969) é um lutador de wrestling profissional estadunidense que atualmente luta para a AEW sob o nome de Dustin Rhodes. Ele também já lutou na World Wrestling Entertainment na World Championship Wrestling e na Total Nonstop Action Wrestling como Goldust Dustin Rhodes, Black Reign e Seven. Runnels é filho de "The American Dream" Dusty Rhodes e meio-irmão de Cody Rhodes.
Durante sua carreira, Runnels ganhou diversos títulos. Na World Championship Wrestling ele foi duas vezes Campeão dos Estados Unidos, uma vez Campeão Mundial de Trios da WCW e duas vezes Campeão Mundial de Duplas da WCW. Na World Wrestling Federation / Entertainment, ele foi duas vezes três vezes Campeão Intercontinental, nove vezes Campeão Hardcore, e uma vez Campeão Mundial de Duplas da WWE.

## Carreira

### World Wrestling Federation (1990–1991)
Rhodes estreou como um mocinho na World Wrestling Federation no final de 1990, lutando como Dustin Rhodes. Em dezembro de 1990, Rhodes derrotou Ted DiBiase em um desafio de 10 minutos. Em 19 de janeiro de 1991 no Royal Rumble, Rhodes e seu pai Dusty foram derrotados por Ted DiBiase e Virgil, deixando a WWF logo após o evento.

### World Championship Wrestling (1991–1995)
Em fevereiro de 1991, Rhodes foi contratado pela World Championship Wrestling, lutando como "The Natural" Dustin Rhodes. Ele começou uma rivalidade com Larry Zbyszko até abril de 1991, quando se recusou a se juntar ao grupo York Foundation de Alexandra York, começando uma rivalidade com Terrence Taylor.
Em outubro de 1992, Rhodes e Barry Windham ganharam o World Tag Team Championship. Um mês depois, Windham traiu Rhodes, começando uma nova rivalidade. Em janeiro de 1993, Rhodes ganhou o United States Heavyweight Championship. No mesmo mês, ele começou uma longa rivalidade com Rick Rude. Rhodes perdeu o título para "Stunning" Steve Austin em dezembro de 1993.
Em março de 1994, Rhodes começou a enfrentar Bunkhouse Buck e Col. Robert Parker. Quando Parker introduziu Arn Anderson e Terry Funk como adversários para Runnels, Dustin contatou seu pai, um antigo inimigo de Funk, para enfrentar a dupla. Em dezembro de 1994, Parker contratou The Blacktop Bully contra Dustin. Em março do ano seguinte, Rhodes e The Blacktop Bully se cortaram propositadamente para sangrar durante uma luta no Uncensored, o que era contra as regras da WCW. Ambos foram demitidos como consequência.

### Retorno à WWF (1995–1999)
Em setembro de 1995, Rhodes retornou à World Wrestling Federation, lutando como um vilão, que tinha características sugestivas e sinistras chamado Goldust. Ele deliberadamente tentava assustar seus oponentes usando flertes e jogos mentais. O personagem era obcecado por cinema e pela cor dourada. Como Goldust, Runnels estreou em 22 de outubro de 1995 contra Marty Jannetty no In Your House 4. Runnels participou dessa luta usando uma roupa dourada, branca e preta, com o rosto pintado de preto e dourado e usando uma peruca loura.
Goldust inicialmente teve uma rivalidade com Razor Ramon, quem perseguia e mandava mensagens assustadoras. A rivalidade culminou em uma luta no Royal Rumble em 21 de janeiro de 1996, quando Goldust derrotou Ramon pelo Intercontinental Championship após uma interferência de 1-2-3 Kid. A luta também marcou a estreia de sua valet, Marlena, interpretada por sua esposa Terri. Com uma personagem sedutora, Marlena aconselhava Goldust enquanto fumava um charuto. Uma revanche no WrestleMania XII foi cancelada após Ramon ser suspenso, com Goldust lutando e sendo derrotado por Roddy Piper em uma luta "Hollywood Backlot Brawl".
Goldust defendeu seu Intercontinental Championship contra Savio Vega e The Ultimate Warrior antes de perdê-lo para Ahmed Johnson no King of the Ring em 23 de junho de 1996. Em agosto de 1996, Goldust passou a controlar Mankind e manteve uma rivalidade com The Undertaker. Suas atenções logo se voltaram à Marc Mero e sua esposa Sable. Goldust e Marlena tentaram fazer com que Sable se juntasse a eles, mas Mero conseguiu mantê-la ao seu lado.
Em maio de 1997, Goldust revelou sua identidade como Dustin Runnels, filho de Dusty Rhodes. Ele começou um conflito com The Hart Foundation, particularmente com Brian Pillman, para quem perdeu os serviços de Marlena por 30 dias. Pillman faleceu antes do evento Badd Blood em 5 de outubro de 1997. Em novembro de 1997, Goldust se separou de Marlena e se recusou a cooperar com seu time no Survivor Series, se tornando novamente um vilão. Isso o levou a uma rivalidade com Vader e a uma mudança de aparência para The Artist Formerly Known As Goldust (uma referência ao cantor Prince), tendo como manager Luna Vachon. Ele passou a imitar celebridades e outros lutadores, com personagens como "Chynadust", "Dust Lovedust", "Dustydust", "Hunterdust", "Flashdust", "Marilyn Mansondust", "Sabledust" e "Vaderdust".
Em maio de 1998, Rhodes declarou o fim de Goldust, queimando a roupa numa lata de lixo e se separando de Luna, se envolvendo novamente com Terri Runnels. Ele começou uma rivalidade com Val Venis, que se envolveu com Terri durante a separação dos dois. Agora sob seu nome real, Dustin Runnels passou a criticar a programação da WWF e indicar outras coisas para se fazer, como a leitura da Bíblia. Esses vídeos eram patrocinados pelo grupo ficcional "Evangelists Against Television, Movies and Entertainment". Runnels se declarou um cristão renascido, fazendo alusão ao "seu retorno". Ele passou a andar com placas escritas "ele está retornando!". Com Jesus Cristo sendo implícito, Runnels, na realidade, estava falando sobre o retorno de Goldust. Voltando ao personagem, Runnels enfrentou Venis em outubro de 1998 e Jeff Jarrett em novembro, pela atenção da manager de Jarrett, Debra.
No início de 1999, Goldust começou uma rivalidade com Al Snow, roubando Head, o mascote de Snow, e seu seguidor, The Blue Meanie, que mudou seu nome para "Bluedust" e adotou diversos maneirismos de Goldust. Após Goldust derrotar Meanie no St. Valentine's Day Massacre, Meanie se tornou aprendiz de Goldust. Após Ryan Shamrock se tornar valet de Goldust, Meanie e Shamrock começaram a disputar a atenção de Goldust. No mesmo período, Goldust ganhou o Intercontinental Championship de Road Dogg, perdendo para The Godfather duas semanas depois.

### Retorno à WCW (1999–2001)
Rhodes retornou à World Championship Wrestling em 1999, filmando diversos vídeos promocionais para um novo personagem chamado Seven. Nesses vídeos, Rhodes, usando uma maquiagem branca, ficava na janela do quarto de uma criança. O personagem foi excluído após a Turner Standards and Practices mostrar preocupações em relação ao personagem, dizendo que ele poderia ser interpretado como um pedófilo. Em seu retorno à televisão, Rhodes removeu sua fantasia e zombou dos personagens fantásticos e de seu tempo como Goldust na WWF. Após se tornar um vilão, Rhodes passou a se chamar "The American Nightmare" Dustin Rhodes, em referência ao apelido de seu pai, "The American Dream".
Rhodes começou uma rivalidade com Jeff Jarrett antes de se tornar um vilão contra Terry Funk. Ele foi suspenso em abril de 2000 por criticar o roteirista-chefe da WCW Vince Russo no programa de rádio na internet WCW Live!. Ele retornou em janeiro de 2001, ajudando seu pai em uma rivalidade com Jarrett e, eventualmente, Ric Flair. Ele lutou no último pay-per-view da WCW, WCW Greed em 18 de março de 2001. Exatamente 10 anos após ter lutado ao lado de seu pai pela última vez, ele e Dusty derrotaram Jeff Jarrett e Ric Flair.
Em março de 2001, WCW foi comprada pela World Wrestling Federation, que terminou o contrato de Dustin. Em julho, Rhodes passou a lutar pela Turnbuckle Championship Wrestling, ganhando o Heavyweight Championship da empresa.

### Retorno à WWF/E; dupla com Booker T (2001–2003)
Em dezembro de 2001, Rhodes foi recontratado pela World Wrestling Federation por dois anos. Vídeos começaram a ser exibidos nos programas da WWF, promovendo o retorno de Goldust. Ele fez seu retorno em 20 de janeiro de 2002, no Royal Rumble, como Goldust. Após retornar, Goldust passsou a dizer que alguém estava conseguindo mais sucesso do que deveria. Essa pessoa era Rob Van Dam, quem atacou no Raw. Van Dam o derrotou no No Way Out de 2002. Após a derrota, Goldust passou a lutar na divisão hardcore, ganhando o Hardcore Championship sete vezes.
Quando a World Wrestling Federation foi renomeada World Wrestling Entertainment e o elenco foi dividido entre Raw e SmackDown!, Goldust foi mandado para o Raw, onde formou uma dupla com Booker T. A dupla se envolveu em diversos segmentos cômicos até que em maio de 2002, Booker se uniu à nWo. Em junho de 2002, Booker foi expulso da nWo por Shawn Michaels, começando uma rivalidade entre a nWo e Booker & Goldust, que ganharam o World Tag Team Championship no Armageddon antes de serem forçados a se separar no Raw de 3 de fevereiro de 2003 por Eric Bischoff após falhar em reconquistar os títulos que haviam perdido.
Com o fim da dupla, Rhodes desenvolveu gagueira e Síndrome de Tourette, após receber um choque durante um ataque de Batista e Randy Orton. Rhodes apareceu esporadicamente após o ataque, formando uma dupla com Lance Storm em agosto. Em dezembro de 2003, o contrato de Rhodes acabou.

### Total Nonstop Action Wrestling (2004–2005)
Em 4 de fevereiro de 2004, ele estreou na Total Nonstop Action Wrestling como "The Lone Star" Dustin Rhodes, desafiando Jeff Jarrett pelo NWA World Heavyweight Championship. Em 18 de fevereiro, Runnels e El Leon derrotaram Kevin Northcutt e Legend em uma luta de duplas.
Em dezembro de 2004, ele retornou à Total Nonstop Action Wrestling, novamente como Dustin Rhodes. Ele manteve rivalidades com Raven, Kid Kash e Bobby Roode. Seu contrato expirou em abril de 2005.

### Retorno à WWE (2005–2006)
Rhodes retornou à World Wrestling Entertainment em 31 de outubro de 2005, novamente como um vilanesco Goldust, sendo contratado por Jonathan Coachman para, com Vader, atacar Batista. Goldust e Vader interferiram em uma Street Fight entre Batista e Coachman no Taboo Tuesday. Após o evento, Goldust não apareceu mais na televisão.
Em janeiro de 2006, Goldust participou do Royal Rumble, sendo mandado para o Raw. Ele foi demitido em 14 de junho de 2006 por não ter aparecido em um evento.

### All Japan Pro Wrestling (2007)
Em 28 de janeiro de 2007, foi anunciado que Rhodes apareceria em um evento da All Japan Pro Wrestling em 17 de fevereiro de 2007 no Ryōgoku Kokugikan em Tóquio. Em 15 de fevereiro, Rhodes, identificado como Gold Dustin, apareceu no ringue durante uma luta envolvendo The Great Muta, resultando em uma briga entre Rhodes e Muta. Em 17 de fevereiro, Rhodes e Jinsei Shinzaki foram derrotados por The Great Muta e Yoshihiro Tajiri.

### Retorno à TNA; Black Reign (2007–2008)
Em 15 de julho de 2007, Rhodes retornou à Total Nonstop Action Wrestling durante o Victory Road, se aliando a Christian Cage e o ajudando a derrotar "Wildcat" Chris Harris. Em uma entrevista no TNA Impact! conduzida por Mike Tenay, Rhodes assumiu sofrer de dupla personalidade. Em 12 de agosto, no Hard Justice, Rhodes estreou um novo personagem, Black Reign, com uma roupa e maquiagem negra. No Hard Justice, Harris derrotou Black Reign por desqualificação quando Reigns atacou diversos árbitros. Na semana seguinte, o personagem foi mais explorado, sendo dito que Rhodes e Reign constantemente trocavam o controle da mente de Dustin. Ele participou do Bound for Glory em uma luta Monster's Ball contra Rhino, Abyss e Raven, mas foi derrotado. Reign desafiou Abyss para uma luta "Shop of Horrors" no Genesis, sendo novamente derrotado. No Genesis, o parceiro de Reign, Rellik, estreou após atacar Abyss. No Turning Point, Black Reign e Rellik foram derrotados por Abyss e Raven em uma Match of 10,000 Tacks.
No Impact!, ele ajudou Rellik a atacar Kaz. Na mesma noite, ele apareceu como Dustin Rhodes, dizendo que seu alter-ego o assombrava desde pequeno. A entrevista foi interrompida por Kaz. Reign e Rellik começaram uma rivalidade com Eric Young, como o super herói Super Eric. Depois de deixar a televisão por três meses, o perfil de Black Reign foi removido do website da TNA. Black Reign foi votado pela Wrestling Observer Newsletter o pior personagem de 2007.

### Retorno à WWE (2008–2012)

#### Raw (2008–2009)
Em 16 de outubro de 2008, Rhodes retornou à WWE e se tornou um mocinho no Cyber Sunday sob o personagem de Goldust como uma das três opções (as outras sendo Roddy Piper e The Honky Tonk Man) que os fãs poderiam escolher para enfrentar Santino Marella pelo Intercontinental Championship. Após Honky Tonk Man ser escolhido e ganhar a luta por desqualificação, Goldust e Piper foram ao ringue e atacaram Marella. No Raw do dia seguinte, Goldust reapareceu com Piper e Honky Tonk Man como comentaristas convidados para a luta entre Marella e Charlie Haas. A luta acabou quando Goldust e Piper distraíram Marella para que Honky o atacasse.
Goldust apareceu na celebração de 800 episódios do Raw em 3 de novembro de 2008, dançando com seu pai Dusty Rhodes, Lilian Garcia vários outros lutadores. Mais magro e rápido, Rhodes retornou ao elenco do Raw em 24 de novembro, derrotando Marella. Goldust participou do Royal Rumble de 2009, enfrentando seu meio-irmão Cody Rhodes durante a luta, e sendo eliminado por ele mais tarde. Goldust participou do WrestleMania XXV durante uma luta entre The Colóns e John Morrison e The Miz.
No Raw de 25 de maio, Goldust se aliou a Hornswoggle para derrotar Festus e The Brian Kendrick. Goldust passou a se aliar a Hornswoggle diversas vezes, em uma rivalidade com Kendrick, lutando no WWE Superstars e no Raw.

#### ECW e SmackDown (2009–2010)
O time de Goldust e Hornswoggle acabou em 29 de junho de 2009, quando Goldust foi transferido para a ECW, marcando a primeira participação de Rhodes em uma divisão que não o Raw. Em sua estreia em 14 de julho, foi derrotado por Zack Ryder. Ele começou, nas semanas seguintes, uma rivalidade com Sheamus ganhando sua primeira luta em meses no Superstars, contra Sheamus. A rivalidade acabou na ECW de 1° de setembro, quando Sheamus derrotou Goldust em uma luta sem desqualificação.
Após essa derrota, ele participou de uma Battle Royal em 15 de setembro de 2009, mas foi eliminado por Ryder. Na ECW de 29 de setembro, Goldust venceu sua primeira luta na ECW, em uma luta de quartetos. Goldust estreou um novo movimento de finalização chamado "Golden Age" em 22 de outubro de 2009, no WWE Superstars, onde ele e Tommy Dreamer derrotaram Vladimir Kozlov e Ezekiel Jackson. Na ECW de 10 de novembro, Goldust venceu sua primeira luta individual ao derrotar Paul Burchill.
No começo de 2010, ele formou uma dupla com Yoshi Tatsu e começou uma rivalidade com Trent Barreta e Caylen Croft. Os dois times trocaram vitórias em lutas de duplas e individuais até os confrontos acabarem na ECW de 9 de fevereiro, quando Goldust e Tatsu derrotaram Barreta e Croft, se tornando os desafiantes pelo Unified WWE Tag Team Championship. Goldust e Tatsu não conseguiram derrotar Big Show e The Miz pelos títulos.
Com o fim da ECW, Goldust foi contratado pelo SmackDown em 3 de março de 2010, marcando a primeira vez que Goldust fez oficialmente parte do elenco do SmackDown. Ele estreou no WWE Superstars de 4 de março, sendo derrotado por Chris Jericho. Na semana sequinte, no WWE Superstars, Goldust derrotou Mike Knox. Ele participou de uma Battle Royal não televisionada antes do WrestleMania XXVI, luta vencida por Tatsu.

#### Raw e NXT (2010–2011)
Durante o Draft Suplementar de 2010, Goldust foi transferido de volta ao Raw. No Raw de 3 de maio, Goldust estreou no programa em um segmento com Wayne Brady. No final de setembro, um perseguidor começou a mandar mensagens para Maryse e Ted DiBiase. No Raw de 4 de outubro, Goldust se revelou como o perseguidor, que não procurava nem Maryse nem DiBiase, mas o Million Dollar Championship de DiBiase, o qual roubou.

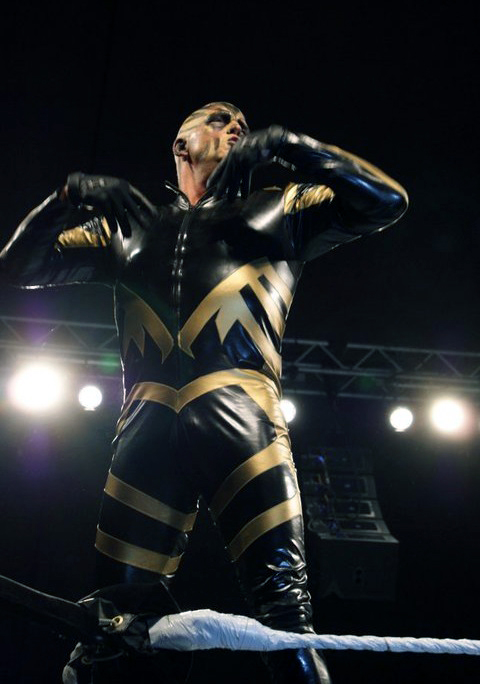
Goldust em um evento da WWE em 2011

No NXT de 31 de agosto de 2010 foi anunciado que Goldust participaria da terceira temporada do NXT, como o mentor de Aksana. Em 12 de outubro, no NXT, Goldust pediu Aksana em casamento, já que ela estava correndo risco de deportação. No Raw de 18 de outubro, DiBiase tentou recuperar seu Million Dollar Championship atacando, sem sucesso, Goldust após uma luta com Zack Ryder. No Bragging Rights, DiBiase derrotou Goldust, mas Goldust conseguiu fugir com o cinturão com a ajuda de Aksana. Goldust e Aksana se casaram no NXT de 2 de novembro. Imediatamente após o casamento, Aksana estapeou Goldust e o abandonou. No Raw da semana seguinte, Aksana roubou o Million Dollar Championship durante uma luta entre Goldust e Ted DiBiase. Goldust conseguiu recuperar o cinturão no Raw seguinte e o devolveu a Ted DiBiase, Sr., se divorciando de Aksana no dia seguinte.

#### Produção, demissão e aparições esporádicas (2011-2013)
Em 7 de dezembro, foi anunciado que Rhodes havia sofrido uma lesão no ombro. Ele passou por uma cirurgia em 10 de dezembro. Em julho de 2011, Goldust passou a trabalhar como um produtor para a WWE, trabalhando com as WWE Divas. Ele apareceu no SmackDown de 29 de novembro, em segmentos nos bastidores da festa de natal do programa. Em 12 de dezembro, no Raw, Goldust apresentou o Slammy Award de Estrela Convidada do Ano, com Vickie Guerrero. Goldust retornou no SmackDown de 30 de dezembro, sem maquiagem, para confrontar seu meio-irmão Cody Rhodes durante sua rivalidade com Booker T. Ao fim do segmento, Cody atacou Goldust. Na primeira semana de maio de 2012, Runnels foi demitido pela WWE.

### Retorno ao circuito independente (2012-2013)
Runnels voltou a lutar em 14 de julho de 2012, em Hollywood, Flórida, pela NWA Ring Warriors como Goldust. Ele foi derrotado por Vordell Walker via desqualificação quando "Iceman" Buck Q interferiu no combate. Em 15 de setembro, lutou na Dreamwave Wrestling. Durante seu tempo no circuito independente, Runnels pôde usar a roupa da WWE.

### Retorno à WWE; aliança com Cody Rhodes e campeões de Tag Team duas vezes (2013-2019)

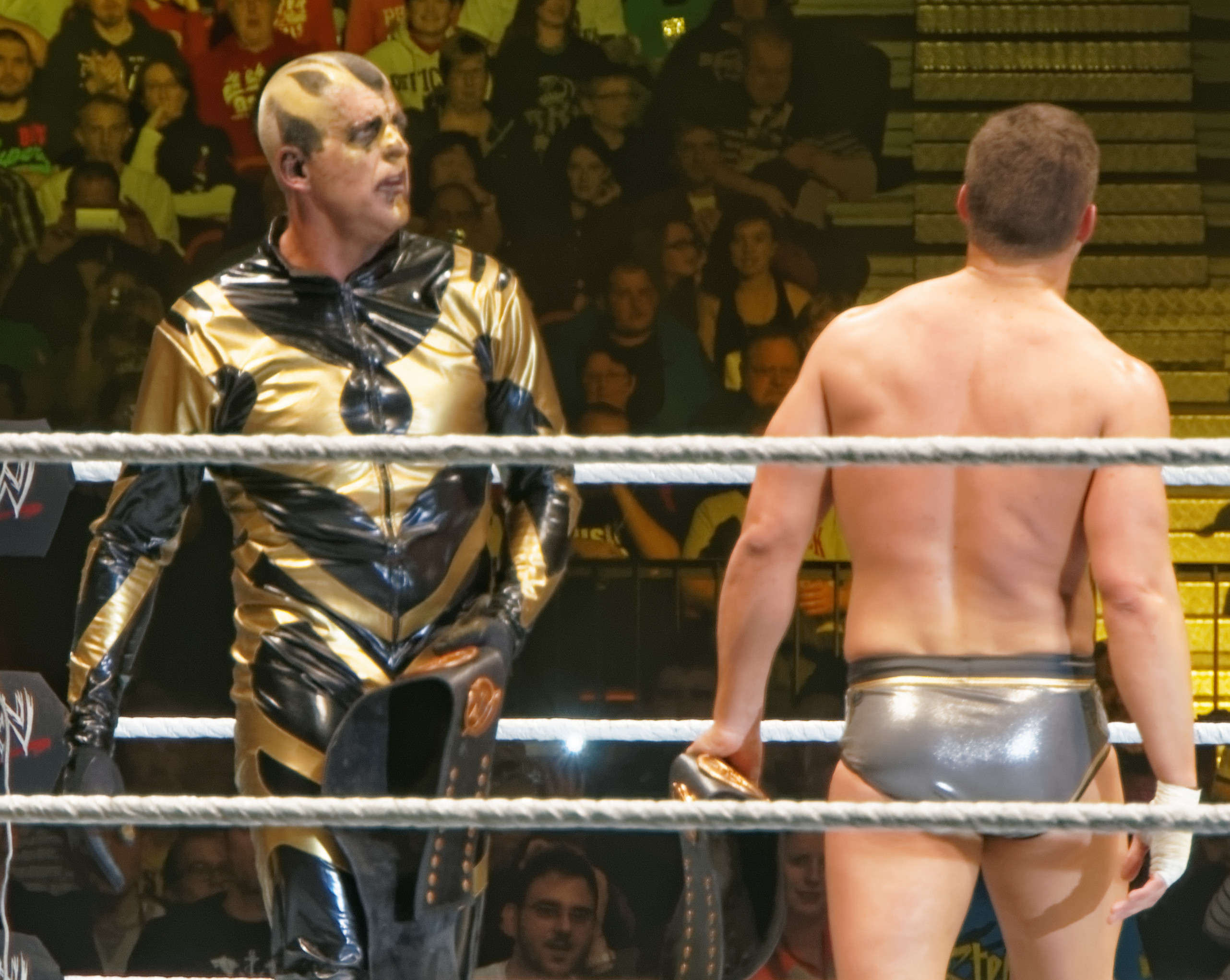
Goldust como Campeão de Duplas da WWE com seu irmão Cody Rhodes.

Runnels, como Goldust, participou da luta Royal Rumble de 2013, sendo eliminado por seu irmão, Cody Rhodes. No Raw de 9 de setembro, Goldust enfrentou o Campeão da WWE Randy Orton. Se ele vencesse, Cody, demitido na semana anterior por Triple H ao ser derrotado por Orton, ganharia seu emprego de volta. Goldust, no entanto, foi derrotado. No Raw da semana seguinte, o pai de Cody e Goldust, Dusty Rhodes, foi nocauteado por Big Show a mando de Stephanie McMahon, após recusar escolher entre um dos dois para ser recontratado. No Raw de 23 de setembro, Cody e Goldust atacaram os membros da Shield. No WWE Battleground, Goldust e Cody derrotaram Seth Rollins e Roman Reigns para serem recontratados. No Raw de 14 de outubro, Goldust e Cody derrotaram a Shield para conquistar o WWE Tag Team Championship. No Hell in a Cell, Rhodes e Goldust derrotaram Shield e The Usos para manter o título. No Pré Show do Royal Rumble perderam seu titulo para The New Age Owtlaws. A dupla acabou durante o Payback 2014. Logo após o final da dupla, Gold tentou formar outras duplas, sem encontrar a parceria ideal. Depois disso, Cody Rhodes mudou seu nome para Stardust e voltou a formar dupla com Gold. Depois de bons combates, Gold e Stardust receberam a chance de enfrentar os Usos pelo título, e se tornaram campeões pela segunda vez juntos. Após isso, os Usos receberam 3 revanches pelo título, uma na SmackDown - e foram derrotados, outra na Raw - e também foram derrotados e por fim mais uma revanche dia 4 de novembro na Raw em uma gaiola de aço, com Gold e Stardust vencendo novamente. Eles perderam os títulos no Survivor Series para The Miz & Damien Mizdow; tentaram recuperar os títulos, sem sucesso. Após isso, os irmãos iniciaram uma série de derrotas. No dia 02 de fevereiro de 2015, Gold & Stardust perderam novamente para a dupla The Ascension. Após essa derrota, iniciou-se uma tensão de Stardust para com seu irmão mais velho e seu pai. Recusando-se a ser chamado por seu nome real, "Cody", Stardust entrou em um verdadeiro conflito de personalidade: atingiu seu irmão ainda no ringue, discutiu com seu pai, e, no confronto realizado no Fastlane de 22 de fevereiro, venceu seu irmão Goldust, após uma luta amarrada - notava-se que Goldust tomava o máximo de cuidado para não ferir seu perturbado irmão mais novo. Após a disputa, Stardust agrediu seu irmão mais velho nos bastidores, deixando seu pai extremamente chocado e preocupado, e o futuro da dupla, indefinido.

## Vida pessoal
O pai de Dustin é "The American Dream" Dusty Rhodes. Seu meio-irmão é Cody Rhodes, que já lutou na WWE. Ele também tem uma irmã, Kristin Ditto, que já foi uma líder de torcida para os Dallas Cowboys.
Em 1993, Rhodes se casou com Terri Runnels (antes Boatright), quem conheceu enquanto trabalhava na WCW. Ele têm uma filha, Dakota, nascida em 1994. A relação entre Dustin, Terri e Dusty Rhodes acabaram com o relacionamento. Segundo Terri, Dusty espalhou rumores de infidelidade. Os dois se divorciaram em 1999, após seis anos de união.
Dustin se casou com Milena em 18 de dezembro de 2002. Eles namoraram por 18 meses.
Em 14 de dezembro de 2010, WWE publicou a autobiografia de Rhodes, "Cross Rhodes: Goldust, Out of the Darkness".

## No wrestling
- Movimentos de finalização
  - Como Goldust

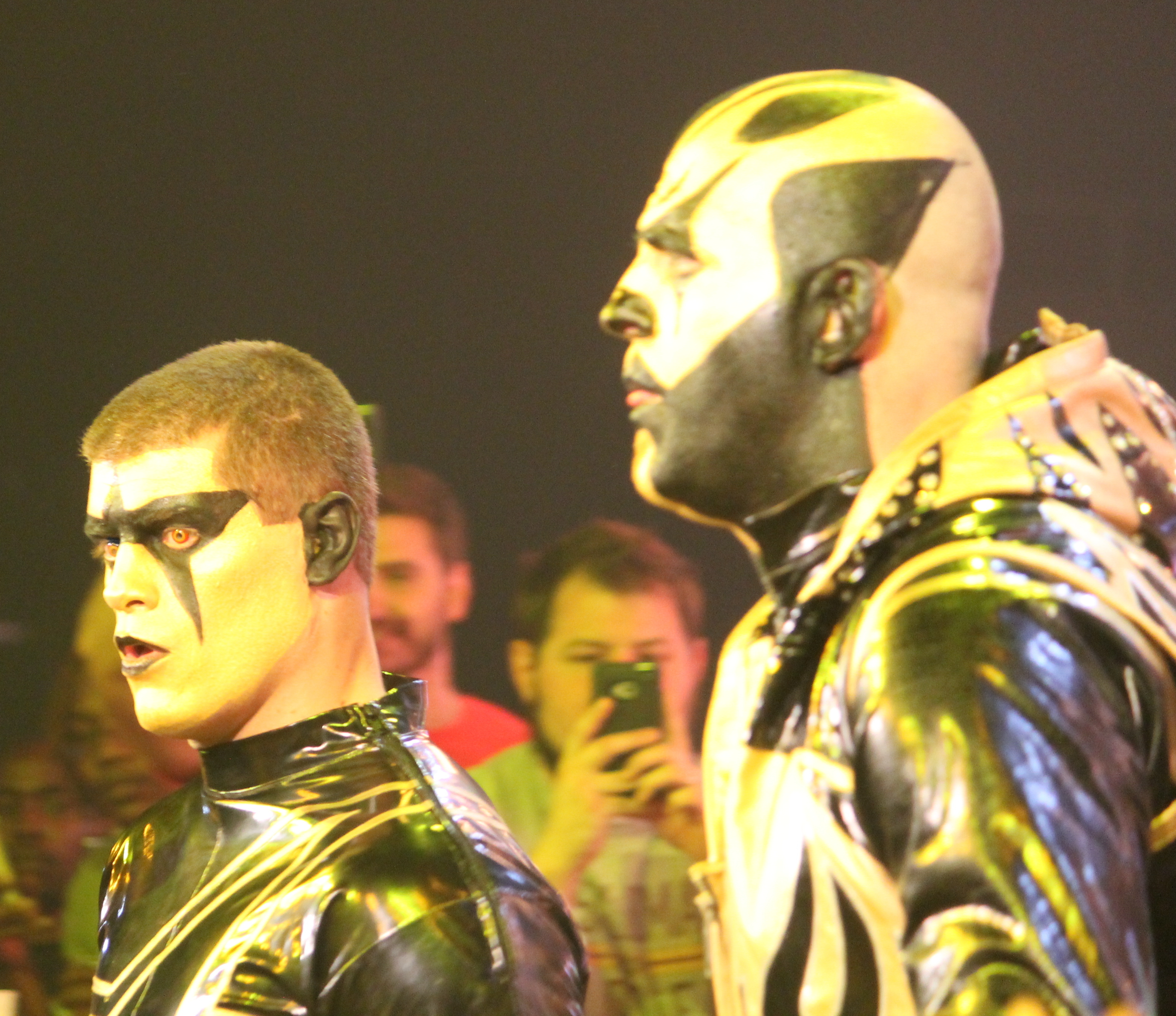
Gold and Stardust os atuais Tag Team Champions

    - Curtain Call (Lifting falling reverse DDT – 1995 - 2001, 2008 ou um hangman's neckbreaker – 2002–2003)[2][69]
    - Final Cut (Suplex vertical com queda em um snap swinging neckbreaker) 2007-presente[70][71]
    - Golden Age (Reverse STO)[31] – 2009–usado como signature 2010 - 2011
    - Shattered Dreams / Golden Globes (Soco ou chute nas partes baixas de um oponente preso no corner)[2] 2003 - 2009

  - Como Dustin Rhodes
    - Lone Star State of Mind (Lifting falling reverse DDT)[72] – TNA

  - Como Black Reign
    - Blackout (Kneeling facebuster)[73] – TNA; 2007–2008
    - Schizophrenic (Suplex vertical com queda em um snap swinging neckbreaker)[74] – 2007
- Movimentos secundários
  - Bionic elbow[2][72]
  - Bulldog,[2][75] às vezes da segunda corda.[76]
  - Clothesline[2]
  - DDT[77][78]
  - Director's Cut[2] / Shock Treatment[2] (Snap scoop powerslam seguido de pin)[79][80]
  - Diving clothesline[81]
  - Good Night Sweet Charlotte[2] (Sleeper hold)
  - Ataque de quadril[2]
  - Inverted Atomic Drop,[2] normalmente seguido de uma clothesline[2]
  - The Oscar (Sitout rear mat slam)[2]
  - Running stunner[82] – 2007
  - Sidewalk slam[2]
  - Spinebuster - 2013 - presente
  - Spinning side slam[83]
  - Esganamento[2]
- Managers
  - Marlena[84]
  - Luna Vachon
  - Bluedust
  - Ryan Shamrock[84]
  - James Mitchell
  - Skandor Akbar
  - Hornswoggle[4]
  - Aksana[49]
  - Dusty Rhodes
- Alcunhas
  - "The Natural" ("O Natural")[2][3] (WCW)
  - "The American Nightmare" ("O Pesadelo Americano")[3] (WCW)
  - "The Lonestar" ("A Estrela Solitária")[2][3] (WCW / TCW/ TNA)
  - "The Prince of Perversion" ("O Príncipe da Perversão")[3] (WWF/E)
  - "The Bizarre One" ("O Bizarro")[3][4] (WWF/E)
- Temas de entrada
  - "Dustin Runnels" por Jim Johnston[85] (WWF; como Dustin Runnels)
  - "The Natural" por D. Conort, M. Seitz e J. Papa[86] (WCW; como Dustin Rhodes)
  - "Goldust" por Jim Johnston[87] (WWF)
  - "Black Reign" por Dale Oliver[88] (TNA)
  - "Gold-Lust" por Jim Johnston[89] (WWF/E)
    - ''Written in the Stars'' (''Gold-lust'' Intro) por jim johnston (04 de agosto 2014 - presente;usado unido com Stardust
      - "Gold And Smoke''" por Jim Johnston (21 de outubro de 2013 – presente; enquanto dupla com Cody Rhodes)

## Títulos e prêmios

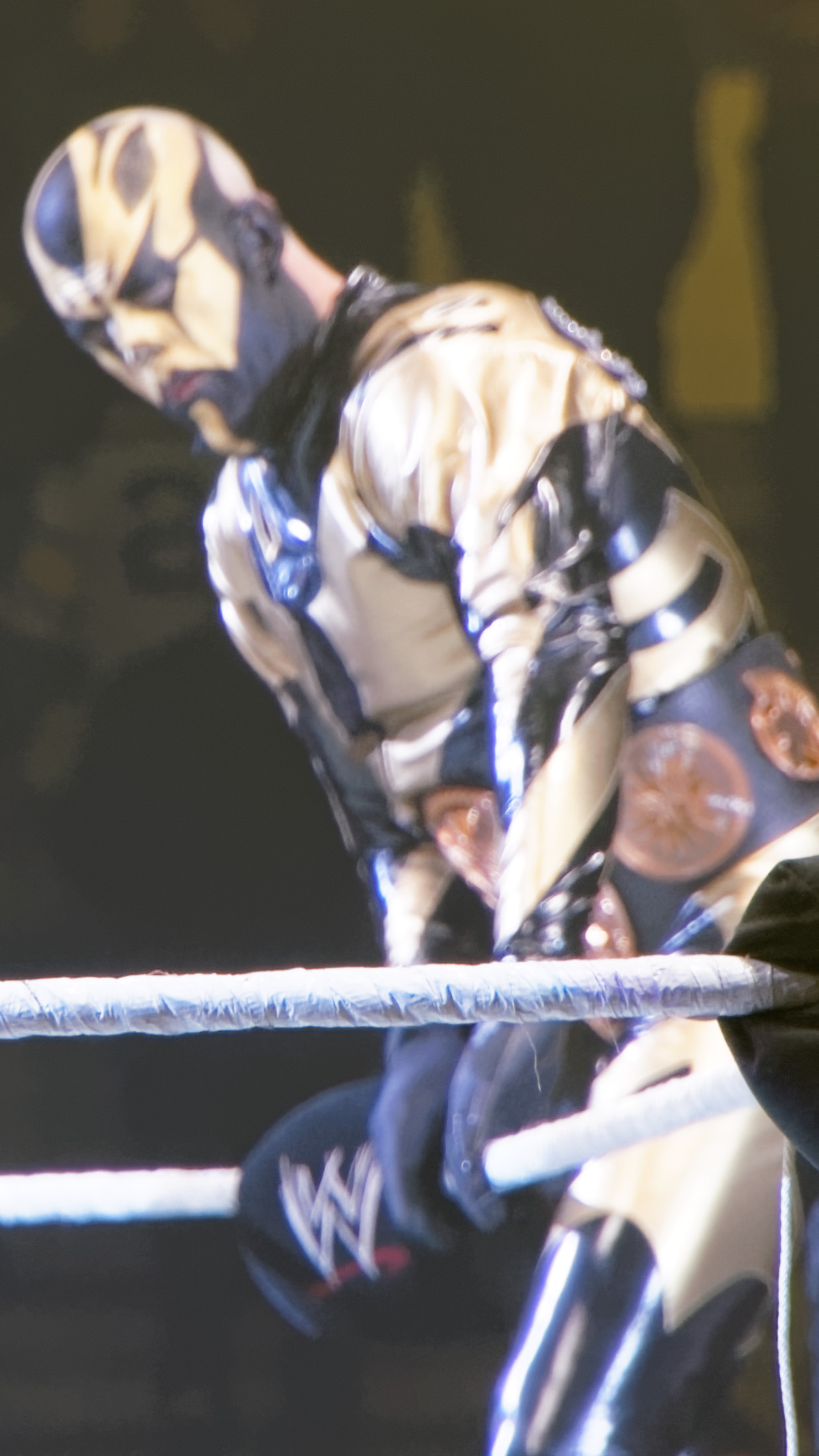
Goldust como Campeão de Duplas da WWE.

- Championship Wrestling from Florida
  - NWA Florida Heavyweight Championship (1 vez)[90]
  - NWA Florida Tag Team Championship (1 vez) – com Mike Graham[91]
- Coastal Championship Wrestling
  - CCW World Heavyweight Championship (1 vez)[92]
- Pro Wrestling Illustrated
  - PWI Maior Melhora do Ano (1991)[93]
  - PWI o colocou na #11ª dos 500 melhores lutadores individuais do PWI 500 em 1996[94]
- Turnbuckle Championship Wrestling
  - TCW Heavyweight Championship (1 vez)[95][96]
- World Championship Wrestling
  - NWA World Tag Team Championship (1 vez) - com Barry Windham
  - WCW United States Heavyweight Championship (2 vezes)[97][98]
  - WCW World Six-Man Tag Team Championship (1 vez) – com Big Josh e Tom Zenk[6]
  - WCW World Tag Team Championship (2 vezes) – com Ricky Steamboat (1) e Barry Windham (1)[7]
- World Wrestling Federation / World Wrestling Entertainment / WWE
  - World Tag Team Championship (1 vez) – com Booker T[99]
  - WWE Tag Team Championship (2 vezes) – com Cody Rhodes/Stardust
  - WWF Hardcore Championship (7 vezes)[9]
  - WWF Intercontinental Championship (3 vezes)[100][101][102]
  - Slammy Award por Melhor Casal (1997) com Marlena[103]
  - Slammy Award por "Tuiteiro" (2010)
  - Slammy Award por "You Still Got It! (Melhor Retorno) (2013)
  - Slammy Award por Dupla do Ano (2013) com Cody Rhodes
- Wrestling Observer Newsletter
  - 5 Star Match (1992) com Nikita Koloff, Sting, Ricky Steamboat e Barry Windham vs. Rick Rude, Steve Austin, Arn Anderson, Bobby Eaton e Larry Zbyszko em uma WarGames match no WrestleWar[104][105]
  - Lutador Mais Embaraçoso (1997)[106]
  - Maior Melhora (1991)[106]
  - Novato do Ano (1989)[106]
  - Pior Personagem (1995)[106] como Goldust
  - Pior Personagem (1997)[106] como The Artist Formerly Known as Goldust
  - Pior Personagem (2007)[106] como Black Reign